# Linamon
Linamon ist eine philippinische Stadtgemeinde in der Provinz Lanao del Norte. Sie hat 20.341 Einwohner (Zensus 1. August 2015).

## Baranggays
Linamon ist politisch in acht Baranggays unterteilt.
- Busque
- Larapan
- Magoong
- Napo
- Poblacion
- Purakan
- Robocon
- Samburon